# Rävlanda barnsanatorium
Rävlanda barnsanatorium (senare kallat Rävlanda sanatorium) var ett sanatorium beläget cirka en kilometer öster om Rävlanda i nuvarande Härryda kommun. Det var verksamt från 1917 till 1970.
Byggnaden brann den 3 december 2023.

## Historia
"Föreningen för upprättandet av en vårdanstalt för tuberkulösa barn från medellösa hem i Göteborg" bildades 1910. Genom donationer och gåvor blev det möjligt att 1913 inköpa egendomen Rävlanda Östergård i Björketorps kommun. År 1917 stod byggnaden färdig att ta emot de första små patienterna. Ursprungligen bygges huset för 65 patienter men 1929 tillkom en ny byggnad. Därigenom kunde plats för ytterligare 70 patienter beredas. Åren 1917-1928 sköttes barnsanatoriet av "Föreningen Barnsanatoriet Rävlanda". Från år 1928 drevs sanatoriet halvkommunalt i det att Göteborgs stad lämnade bidrag till driften. År 1943 överläts sanatoriet till Göteborgs stad. År 1948 togs den östra sanatoriebyggnaden i bruk som ett "konvalescenthem" för vuxna patienter med urogenitaltuberkulos, främst njurtuberkulos.
Antalet tuberkulösa barn minskade för varje år. År 1948 vårdades i medeltal 48 barn, år 1951 hade antalet gått ned till 16 och sjönk sedan ytterligare. År 1954 kunde hela sanatoriet beläggas med vuxna patienter med urogenitaltuberkulos på de 80 vårdplatser som stod till förfogande. Sanatoriet betraktades nu som ett annex till Sahlgrenska sjukhusets kirurgiska klinik I. Dåvarande underläkaren Ola Obrant och överläkaren Einar Ljunggren från kirurgkliniken kom varje vecka som konsulter. Rävlanda var det enda sanatoriet i landet som specialiserat sig på urogenitaltbc och ett stort antal landsting slöt avtal med Göteborg och redan 1949 vårdades på Rävlanda patienter från 11 olika landsting. Samtidigt introducerades de nya tuberkulosläkemedlen PAS och streptomycin. Obrant och Ljunggren kombinerade traditionell sanatorievård, "kemobehandling" med tuberkulosläkemedel och njuroperationer varvid dödligheten redan första året sjönk från 10 % till 1 %. Rävlanda sanatorium blev snabbt internationellt uppmärksammat. I sanatoriets gästbok fanns under åren 1947-1966 inte mindre än 1248 namn införda. Där fanns besökare från alla Europas länder utom Tjeckoslovakien och Sovjetunionen. Under åren minskade behovet av njuroperationer och antalet tuberkulospatienter. Sjukvårdsdirektionen beslöt då att de tomma platserna skulle beläggas med "konvalescenter", mest kronikerfall, från kirurgiska kliniken på Sahlgrenska.
Den sista nedgången av tuberkulospatienter resulterade i att 1970 den östra byggnaden på Rävlanda avdelades till narkomanvård. Samtidigt byttes namnet till Rävlanda sjukhem. Det gamla sanatoriet blev senare behandlingshem för unga kriminella och under en tid var det flyktingförläggning.
Den 3 december 2023 utbröt en brand som resulterade i att sanatoriebyggnaden totalförstördes och brann ned till grunden.